# Метод Судзуки
Ме́тод Судзу́ки (Сузу́ки) — всемирно известная методика музыкального развития детей, созданная японским скрипачом и педагогом Синъити Судзуки (1898—1998 гг.) в середине 20-го века. Судзуки считал, что музыка основана на музыкальном языке, состоящем из звуков нот, так же как речь основана на разговорном языке, состоящем из произносимых букв (фонем); и следовательно музыкальному языку ребёнка можно обучить так же, как он обучается своему родному разговорному языку, слушая речь окружающих и пытаясь повторять за ними. Суть методики Судзуки состоит в том, чтобы окружить ребёнка с как можно более раннего возраста музыкой, и научить его на слух повторять ноты, музыкальные фразы, а затем и целые произведения на музыкальном инструменте. Изначально методика подразумевала игру на скрипке, будучи скрипачом, Судзуки создал маленькую скрипку, на которой мог бы играть даже очень маленький ребёнок. В настоящее время созданы адаптации его методики и для других музыкальных инструментов.

## Истоки
Идея его метода пришла Судзуки, когда он уже во взрослом возрасте начал изучать немецкий язык. Он заметил, что хотя ему самому язык давался очень трудно, но маленькие дети осваивали язык необыкновенно быстро. Он предположил, что мозг ребёнка устроен таким образом, что позволяет ему в очень сжатые сроки овладеть разговорным языком путём лишь слушания и повторения сказанного окружающими. После этого он осознал, что музыкальный язык так же основан на звуках, как и разговорный, и мозг ребёнка, видимо, может воспользоваться теми же механизмами быстрого овладения разговорным языком для овладения языком музыкальным. Начав заниматься с маленькими детьми, он подтвердил правильность своего предположения, и, убедившись в эффективности своего подхода, начал работу по его распространению. Судзуки говорил, что в начале он главным образом хотел привнести радость музыки в нелёгкое детство ребят разрушенной войной Японии, потом, по мере распространения его метода, его мечтой стало обучить музыкальному языку всех детей мира. Он назвал свой метод «Воспитание талантов»  (яп. 才能教育 sainō kyōiku).

## Философия Судзуки
Если ребёнок слышит прекрасную музыку с самого дня своего рождения и учится играть её сам, то в нём развиваются чуткость, дисциплина и стойкость. И у него будет благородное сердце.  (С. Судзуки)
Судзуки считал, что в любом ребёнке сокрыт музыкальный талант, и что любой ребёнок, если начать правильно заниматься с ним в достаточно раннем возрасте, способен на огромные музыкальные свершения. Тем не менее Судзуки полагал и много раз подчёркивал, что его методика не направлена на выращивание профессиональных музыкантов и вундеркиндов от музыки, он крайне отрицательно относился к желанию родителей сделать из ребёнка вундеркинда, к «натаскиванию» детей. Судзуки говорил, что его методика создана для того, чтобы обогатить жизнь ребёнка, сделать его более счастливым и воспитать в нём через музыку высокие моральные качества, «благородное сердце».

## Принципы методики
- Раннее начало занятий с ребёнком, обычно с 2-4 лет.
- Обучение воспроизведению музыки на слух прежде обучения нотной грамоте.
- Максимально полное погружение ребёнка в музыкальную среду. Рекомендуется, чтобы в доме почти постоянно звучала музыка. Также ребёнок должен часто слышать произведения, над воспроизведением и разучиванием которых он сейчас работает.
- Вовлечённость родителей. Занятий с педагогом, по мнению Судзуки, не может быть достаточно, с ребёнком должны заниматься родители, особенно это важно на первом этапе обучения. Отношение родителей при этом должно быть неизменно бережным и позитивным.
- Все педагоги метода Судзуки должны пройти специальную подготовку и иметь сертификат, подтверждающий их квалификацию.
- Акцент на извлечение красивого звука на инструменте наиболее естественным для ребёнка технически путём с самого начала обучения.
- Ребёнок должен играть музыку с другими детьми, это должно научить его слышать другие инструменты во время игры. Для этого по всему миру педагогами и школами Судзуки используется единый, регулярно обновляемый репертуар.
- Ребёнок должен активно общаться с другими детьми-музыкантами, это будет поддерживать и углублять его интерес к музыке.[1]

### Сравнение с традиционным методом обучения музыке
Основным отличием метода Судзуки от традиционных методик является обучение воспроизведению музыки на слух прежде обучения нотной грамоте. По мнению Судзуки, это даёт ребёнку большие преимущества, поскольку у ребёнка гораздо лучше развивается музыкальный слух и лучше развивается музыкальная память, поскольку, не умея читать ноты, ребёнок вынужден всё запоминать. Кроме того, ребёнок может играть более сложные произведения, не будучи связанным своими ограниченными возможностями понимания печатных нот. Судзуки считал, что изначальное обучение ребёнка чтению нот сковывает развитие его слуха, памяти и техники, заставляет ребёнка годами играть медленно и с запинками, пытаясь читать ноты, и в конечном счёте убивает интерес к музыке, вместо того, чтобы максимально раскрывать потенциал ребёнка в его самые ценные ранние годы.
В то же время педагоги традиционных методик отмечают, что ребёнка, уже научившегося хорошо играть музыку на слух и запоминать её, потом очень трудно заставить читать ноты, возвращаясь назад к самым простым и неинтересным произведениям, что может негативно отразиться на прогрессе ребёнка в дальнейшем, когда понадобится читать по нотам сложные партитуры, плохо воспринимаемые на слух.